# Arrondissement judiciaire de Hasselt
Subdivisions
L'arrondissement judiciaire de Hasselt (gerechtelijk arrondissement Hasselt en néerlandais) était l'un des deux arrondissements judiciaires de la province de Limbourg en Belgique et l'un des cinq qui dépendaient du ressort de la Cour d'appel d'Anvers. Il fut formé le 18 juin 1869 lors de l'adoption de la loi sur l'organisation judiciaire et fait partie de l'arrondissement judiciaire du Limbourg depuis la fusion des arrondissements judiciaires de 2014. 

## Subdivisions
L'arrondissement judiciaire de Hasselt était divisé en 6 cantons judiciaires,. Il comprenait 21 communes dont quatorze des dix-huit communes de l'arrondissement administratif de Hasselt et sept des treize communes de l'arrondissement administratif de Maaseik.
Note : les chiffres et les lettres représentent ceux situés sur la carte.
1. Canton de Beringen
      1. Beringen
  2. Ham
  3. Bourg-Léopold (Leopoldsburg)
  4. Tessenderlo
2. Canton de Hasselt zone 1
      1. Diepenbeek
  2. Partie est de la ville de Hasselt[5]
3. Canton de Hasselt zone 2 
      1. Partie ouest de la ville de Hasselt[6]
  2. Halen
  3. Herck-la-Ville (Herk-de-Stad)
  4. Lummen
4. Canton de Houtalen-Helchteren
      1. Heusden-Zolder
  2. Houthalen-Helchteren
  3. Zonhoven
5. Canton de Neerpelt-Lommel
      1. Hamont-Achel
  2. Hechtel-Eksel
  3. Lommel
  4. Neerpelt
  5. Overpelt
  6. Peer
6. Canton de Saint-Trond (Sint-Truiden)
      1. Gingelom
  2. Nieuwerkerken
  3. Saint-Trond (Sint-Truiden)